# Leap Year
Leap Year er en amerikansk stumfilm fra 1924 af James Cruze.

## Medvirkende
- Roscoe Arbuckle som Stanley Piper
- Mary Thurman som Phyllis Brown
- Lucien Littlefield som Jeremiah Piper
- Clarence Geldart som Scott Travis
- Harriet Hammond som Loris Keene
- Allen Durnell som Tommy Blaine
- Gertrude Short som Molly Morris